# العلاقات الصربية الميكرونيسية
العلاقات الصربية الميكرونيسية هي العلاقات الثنائية التي تجمع بين صربيا وولايات ميكرونيسيا المتحدة.

## مقارنة بين البلدين
هذه مقارنة عامة ومرجعية للدولتين:
| وجه المقارنة                                              | صربيا                                                      | ولايات ميكرونيسيا المتحدة |
| --------------------------------------------------------- | ---------------------------------------------------------- | ------------------------- |
| المساحة (كم2)                                             | 88.36 ألف                                                  | 702                       |
| عدد السكان (نسمة)                                         | 7.02 مليون                                                 | 105.54 ألف                |
| الكثافة السكانية (ن./كم²)                                 | 79.45                                                      | 15.03 ألف                 |
| العاصمة                                                   | بلغراد                                                     | باليكير                   |
| اللغة الرسمية                                             | اللغة الصربية                                              | لغة إنجليزية              |
| العملة                                                    | دينار صربي                                                 | دولار أمريكي              |
| الناتج المحلي الإجمالي (بليون دولار)                      | 41.43 مليار                                                | 336.43 مليون              |
| الناتج المحلي الإجمالي (تعادل القوة الشرائية) بليون دولار | 100.13 مليار                                               | 365.27 مليون              |
| الناتج المحلي الإجمالي الاسمي للفرد دولار أمريكي          | 5.24 ألف                                                   | 3.02 ألف                  |
| الناتج المحلي الإجمالي للفرد دولار أمريكي                 | 13.59 ألف                                                  |                           |
| مؤشر التنمية البشرية                                      | 0.771                                                      | 0.640                     |
| رمز المكالمات الدولي                                      | +381                                                       | +691                      |
| رمز الإنترنت                                              | .rs، .срб ‏                                                 | .fm                       |
| المنطقة الزمنية                                           | توقيت وسط أوروبا، ت ع م+01:00، ت ع م+02:00، أوروبا/بلغراد ‏ |                           |

## منظمات دولية مشتركة
يشترك البلدان في عضوية مجموعة من المنظمات الدولية، منها:
| علم المنظمة | اسم المنظمة                               | تاريخ انضمام صربيا | تاريخ انضمام ولايات ميكرونيسيا المتحدة |
| ----------- | ----------------------------------------- | ------------------ | -------------------------------------- |
|             | مؤسسة التنمية الدولية                     | 25 فبراير 1993     | 24 يونيو 1993                          |
|             | يونسكو                                    | 20 ديسمبر 2000     | 19 أكتوبر 1999                         |
|             | وكالة ضمان الاستثمار متعدد الأطراف        | 19 مارس 1993       | 11 أغسطس 1993                          |
|             | الأمم المتحدة                             | 1 نوفمبر 2000      | 17 سبتمبر 1991                         |
|             | البنك الدولي للإنشاء والتعمير             | 25 فبراير 1993     | 24 يونيو 1993                          |
|             | الاتحاد الدولي للاتصالات                  | 1 يونيو 2001       | 18 مارس 1993                           |
|             | منظمة حظر الأسلحة الكيميائية              | ?                  | ?                                      |
|             | مؤسسة التمويل الدولية                     | 25 فبراير 1993     | 24 يونيو 1993                          |
|             | المركز الدولي لتسوية المنازعات الاستشارية | 8 يونيو 2007       | 24 يوليو 1993                          |

## وصلات خارجية
- موقع وزارة الخارجية الصربية